# Nyårsåsens skjutfält
Nyårsåsens skjutfält är ett militärt skjutfält som är beläget cirka 7 km nord- nordväst om Halmstad mellan Holm och Harplinge i Halmstads kommun.

## Historik
Bakgrunden till att skjutfältet anordnades var att Hallands regemente förlades till ett nyuppfört kasernetablissement i Halmstad och var i behov av ett skjutbaneområde. Därefter har skjutfältet successivt utökats för att från slutet 1960-talet omfatta 625 hektar. Skjutfältet har därefter kom tillsammans med Mästocka skjutfält att utgöra övnings- och skjutfält till Hallands regemente och Hallandsbrigaden. Efter att Hallands regemente avvecklades överfördes förvaltningen till Luftvärnsregementet.

## Verksamhet
Nyårsåsens övnings- och skjutfält används i huvudsak av förband vid Halmstad garnison.